# Hieracium caudatulum
Hieracium caudatulum es una especie de planta con flor del género Hieracium, de la familia Asteraceae, orden Asterales.

## Distribución
Hieracium caudatulum se distribuye por Suecia y Noruega.

## Taxonomía
Fue descrita científicamente por Almq. ex Johanss. Fue publicada en Jämtl. Hierac. Vulg.: 8 (1914).